# Eleccions generals del Kurdistan iraquià de 2018
Les eleccions generals al Kurdistan iraquià (Bashûr, en kurd) serviran per elegir tant el president com el Parlament. Les eleccions van ser inicialment programades per l'1 de novembre de 2017, però van ser ajornades vuit mesos a causa dels enfrontaments entre el govern iraquià i el regional del kurdistan.